# Liste de titres de la presse économique et financière
 (juin 2023).
La presse économique et financière est un segment de médias qui se concentre sur l'analyse des évènements, tendances et nouvelles liés à l'économie, les finances, le commerce et l'industrie.

## Titres principaux en Afrique
- Marchés tropicaux et méditerranéens / Stratégies et investissements en Afrique, revue économique indépendante spécialisée dans l'Afrique fondée en 1945. Nouvelle formule mensuelle et site quotidien lancé début 2010.

## Titres ou groupes principaux en Amérique

### Titres principaux en Amérique du Nord
Titres principaux  aux États-Unis
- SIX Financial Information
- Business Week
- Bloomberg LP
- Forbes
- Fortune
- The Wall Street Journal
- Yahoo Finance (exclusivement sur le web)
- Financial Post (Canada)

Titres principaux au Québec
- La presse (section affaires)
- Les affaires
- Le devoir (section économie)
- L'actualité (section affaires)
- Le Journal de Montréal (section affaires)
- InfoBref (section affaires)
- Commerce

### Titres principaux en Amérique du Sud
- Valor Econômico (Brésil)
- Dinero

## Titres principaux en Asie et Océanie
- The Australian Financial Review (Australie)
- Jingji guancha bao (Chine)
- Yanhuang Chunqiu (Chine)
- Maeil Kyongje (Corée du Sud)
- The Economic Times (Inde)
- The Financial Express (Inde)
- Globes (Israël)
- Nihon keizai shinbun (Japon)
- Weekly Economist (Japon)
- Le Commerce du Levant (Liban)
- Business Times (Singapour)

## Titres principaux en Europe

### Titres principaux en France

#### Quotidiens
- Le Figaro (rubrique économie)
- Les Échos
- L'Agefi (financier)

#### Hebdomadaires
- Le Nouvel Économiste, hebdomadaire
- La Tribune, hebdomadaire
- Investir/Le Journal des Finances, hebdomadaire patrimonial
- Le Revenu, hebdomadaire patrimonial
- La Gazette Nord-Pas-de-Calais, bi-hebdomadaire économique régional
- Challenges
- L'Agefi hebdo, hebdomadaire financier
- L'Agefi actifs, hebdomadaire destiné aux professionnels de la gestion d'actifs
- Option Finance, hebdomadaire des professionnels de la Finance
- Stratégies, hebdomadaire spécialisé dans le mercatique/ marketing, la communication et les médias
- L'Usine nouvelle

#### Mensuels
- Pour l'Éco
- Mieux vivre votre argent (patrimonial)
- Capital
- L'Expansion (parution arrêtée)
- Alternatives économiques
- Le Journal des entreprises
- Gestion de fortune
- L'Entreprise (parution arrêtée)
- Investissement Conseils
- Investir Magazine (trimestriel, patrimonial)

##### Bimestriel
- Le Périscope, le média des entreprises locales (économie Alsace)
- Idéal investisseur magazine

#### Trimestriels et divers
- Action Future - Magazine d'analyse technique et d'échanges/ trading
- Bretagne économique - Le magazine de l'économie bretonne
- Profession CGP (bimestriel sur la profession des conseillers en gestion de patrimoine)
- Forbes France

#### Numériques (uniquement sur Internet)
- Zonebourse
- Tout Sur Mes Finances

### Titres principaux en Europe hors France
- Börsen-Zeitung (Allemagne)
- Handelsblatt (Allemagne)
- Medianet (Autriche)
- L'Écho, en français, et De Tijd, en néerlandais (Belgique) - quotidien
- Expansión (Espagne) - quotidien financier
- Reuters (Grande-Bretagne) - agence de presse
- The Economist (Grande-Bretagne) - hebdomadaire
- The Financial Times (Grande-Bretagne) - quotidien
- Financial Times Deutschland, publié à Francfort
- Borsa & Finanza (Italie) - hebdomadaire financier
- Finanza & Mercati (Italie) - quotidien financier
- MF (Italie) - quotidien financier
- MF Milano Finanza (en) (Italie) - hebdomadaire financier
- Il Sole 24 Ore (Italie) - quotidien
- L'AGEFI (Suisse) - quotidien